# Henry Meulen
Henry Meulen (1882 - 1978) fue un anarquista individualista y economista británico. Fue editor del periódico llamado The Individualist, publicado por la Personal Rights Association y promovió activamente la 
filosofía de la banca libre. Es autor de Free Banking: An Outline of a Policy on Individualism (Londres: Macmillan, 1934) y de Individualist Anarchism (Glasgow: The Strickland Press, 1949). 

## Biografía
Los padres de Meulen habían nacido en el pueblo de Kirchberg y migraron a Londres cerca de 1870. Su padre (Friedrich Maullen) trabajó como encuadernador y, aunque con éxito, no podía permitirse el lujo de enviar a sus cinco hijos a la universidad. Henry fue a la escuela francesa en el Soho, nunca asistió a la universidad, y se autoeducó en gran parte en la Biblioteca Británica. Luego entró en concurso, con otros 400 candidatos, para unirse a la Oficina de Correos. Obtuvo una de las siete plazas disponibles y debido a su fluidez en francés y alemán se fue a trabajar en la Oficina Central de Telégrafos. En 1910 se casa con Violeta Middleton en Park Bedford. Su única hija, Paula Meulen (posteriormente Paula Turner, esposa de Richard Wainright Duke Turner), nació en 1911 y Violeta murió en el parto. 
Henry cambió la ortografía del nombre de su familia de Maullen a Meulen, porque su familia era oriunda de los Países Bajos y, en su opinión, estaba emparentada con Adam Frans van der Meulen. Originalmente protestante, la familia fue desplazados en la Guerra de los Treinta Años y se volvieron escépticos. Meulen pensaba de sí mismo como un ateo de séptima generación. 

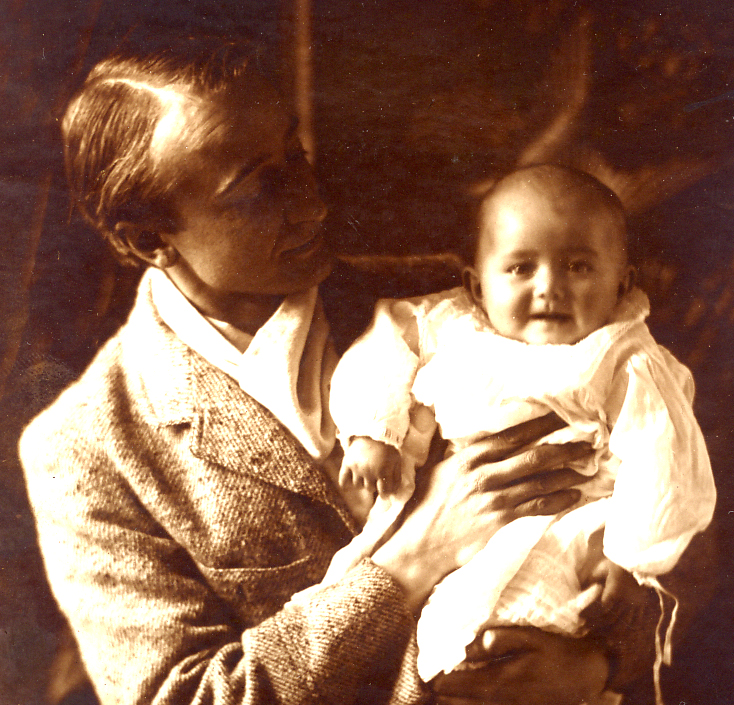
Henry Meulen, con su hija Paula, 1911-2009.

Henry se había interesado en la reforma monetaria y empezó a trabajar en su primer libro Industrial Justice through Banking Reform. An outline of a policy of individualism. El libro casi estuvo terminado cuando, en 1916, fue reclutado y enviado a Francia en un batallón de trabajo (a causa de su filiación alemana). Cuando su talento musical fue descubierto se sumó a una banda conocida como la All Stars. 
Después de la Primera Guerra Mundial, Meulen consideró que había dedicado demasiado tiempo de su vida a trabajar para el gobierno. Había visto muchas ineficiencias y desarrollado el entusiasmo por el papel del espíritu empresarial y la empresa privada en la economía. Un amigo de su club de  debate (McKenzie) propuso la creación de una empresa que importara productos manufacturados de Alemania. Meulen, cuya alemán era excelente, viajó como comprador. El nombre comercial de la empresa fue de "Cairns and Company", funcionando desde Hammersmith en el oeste de Londres. Fue un éxito, pero los dos amigos perdieron la mayor parte de su dinero cuando el papiermark alemán se derrumbó en 1923. Esta experiencia dio a Meulen una profunda desconfianza de cualquier capacidad del gobierno para manejar una moneda y lo inspira a empezar Free Banking: An Outline of a Policy on Individualism. El libro cuenta con un estudio cuidadoso del sistema bancario de Escocia y de las circunstancias que llevaron a lo que él consideró como la fatídica Bank Charter Act (1844). Meulen considera que el monopolio de emisión de billetes obtenido por el Banco de Inglaterra fue un desastre para Gran Bretaña y que las consecuencias negativas de este monopolio se propagaron en todo el mundo, causando depresiones económicas, revoluciones, una pérdida de libertad individual y la concentración de poder por parte de los gobiernos. 
Fue miembro de un grupo anarquista practicante del idioma Ido; posteriormente fue presidente de la Ido-Societo di Britania (entre 1972–1977). Hacia el final de su vida Meulen se convirtió en un gran admirador de Margaret Thatcher y esperaba que ella revirtiera el poder del Estado. Murió ocho meses antes de su primera victoria electoral, a los 96 años.

## Publicaciones
- Meulen, Henry. Banking and the Social Problem. 1909
- Meulen, Henry. Free banking : 1934.
- Meulen, Henry. Free Banking. An outline of a policy of individualism. 1934
- Meulen, Henry. Individualist Anarchism ... Reprinted from “The Word,” November, 1949. [With a portrait.]1949
- Meulen, Henry. Industrial Justice through Banking Reform. An outline of a policy of individualism. 1917
- The price of gold. By T. Goeritz and H. Meulen. 3rd ed. 1972